# Estación de tormentas
Estación de Tormentas (en polaco: Sezon burz) es la sexta novela de la saga del brujo, y octavo libro de la saga en general, escrita por Andrzej Sapkowski. No es una secuela de la saga original, sino una precuela situada entre los cuentos del primer libro de la serie, El último deseo. Estación de tormentas es el regreso de Sapkowski al mundo de Geralt de Rivia, su creación de fama mundial. En esta precuela de la saga pueden apreciarse las características que lo han convertido en referente contemporáneo de fantasía literaria: su áspero realismo temperado por el humor negro y espíritu aventurero.

## Argumento
Poco sabía el brujo Geralt de Rivia lo que le esperaba al acudir a la villa costera de Kerack. Primero fue acusado injustamente de desfalco, luego fue misteriosamente liberado bajo fianza, y finalmente descubrió que sus preciadas espadas, dejadas en depósito al entrar en la ciudad, habían desaparecido. Demasiadas casualidades, en efecto, y máxime cuando tras ellas está la atractiva hechicera Lytta Neyd, llamada Coral. De esta manera, Geralt de Rivia se encuentra de nuevo implicado en los escabrosos asuntos de los magos, y ni la fiel (aunque ocasionalmente engorrosa) compañía del trovador Jaskier, ni el recuerdo de su amada Yennefer, ni toda su fama como implacable cazador de monstruos podrán evitar que se vea cada vez más envuelto en una oscura trama. Más bien al contrario.